# Thierry Lhermitte
Pour les articles homonymes, voir Thierry et Lhermitte.
Thierry Lhermitte, né le 24 novembre 1952 à Boulogne-Billancourt (Seine), est un acteur, scénariste, auteur de théâtre et producteur de cinéma français.
Membre cofondateur de la troupe de café-théâtre comique et satirique appelée Le Splendid, il devient populaire à partir des années 1970 pour son rôle culte du playboy séducteur Robert « Popeye » Lespinasse dans Les Bronzés (1978) et Les bronzés font du ski (1979) — rôle qu'il reprend en 2006 dans Les Bronzés 3 —, ainsi que pour son rôle de Pierre Mortez dans la pièce de théâtre et dans le film Le père Noël est une ordure (1982).
Par la suite, il s'illustre dans diverses comédies populaires du cinéma français telles que la trilogie Les Ripoux (1984-2003), Un Indien dans la ville (1994) ou Le Dîner de cons (1998),.
Apparu dans plusieurs téléfilms au cours des années 2000, il tient le rôle titre de la série Doc Martin entre 2011 et 2015, ainsi que l'ancien policier Paul Maisonneuve dans la première saison de la série Les Témoins diffusée en 2015. Côté cinéma, il se fait notamment remarquer pour son rôle du ministre des Affaires Étrangères dans la satire politique Quai d'Orsay (2013) de Bertrand Tavernier, ou encore pour celui d'un homme atteint de la maladie d'Alzheimer dans la comédie dramatique La Finale (2018).
Depuis 2019, il joue la pièce seul en scène Fleurs de soleil.
Passionné de sciences, il est depuis 2002 le parrain de la Fondation pour la Recherche Médicale (FRM). Ses régulières visites dans les laboratoires des chercheurs financés par la fondation font l'objet chaque mois d'une chronique dans l'émission Grand Bien Vous Fasse sur France Inter,,.

## Biographie

### Famille, formation et débuts
Né à Boulogne-Billancourt, Thierry Lhermitte est le fils d'André Lhermitte (1922-1999) et Rossanne Bouchara (1931-2023), juive, dont les ancêtres paternels sont originaires d'Algérie. Il est l'arrière-petit-fils du peintre Léon Lhermitte, le petit-fils du neurologue et psychiatre Jean Lhermitte, et le neveu du neurologue François Lhermitte. Il a deux sœurs plus jeunes.
Élève au lycée Pasteur de Neuilly-sur-Seine, il y rencontre Michel Blanc, Christian Clavier et Gérard Jugnot, ses futurs partenaires et complices comiques de scène. Baccalauréat C en poche, il s'inscrit à des cours d’économie à l'université Paris-Dauphine, qu'il sèche pour suivre avec ses complices les cours d'art dramatique de l'actrice Tsilla Chelton en 1970. Unis par la même passion du théâtre, ils débutent ensemble au café-théâtre et montent en 1972 leur premier spectacle comique Non Georges, pas ici, au café-théâtre du Poteau. S'inspirant du Café de la Gare de Coluche, ils forment en 1974 la troupe de comédiens comiques de Café-théâtre Le Splendid, de la rue des Lombards du 4e arrondissement de Paris avec pour premier succès populaire les pièces de café-théâtre Amour, coquillages et crustacés, de 1977 écrite et jouée avec Marie-Anne Chazel, Michel Blanc, Christian Clavier, Gérard Jugnot, Jacques Delaporte, Dominique Lavanant, Josiane Balasko, Bruno Moynot, et Le père Noël est une ordure (1979)…

« L'Expérience du Splendid nous a montré que les plus belles réussites, malgré les défauts de chacun, se forgent dans la recherche de l'unanimité »

— Thierry Lhermitte, Le Pèlerin, « Entretien avec Thierry Lhermitte », no 6982, 2016, p. 8.

### Carrière

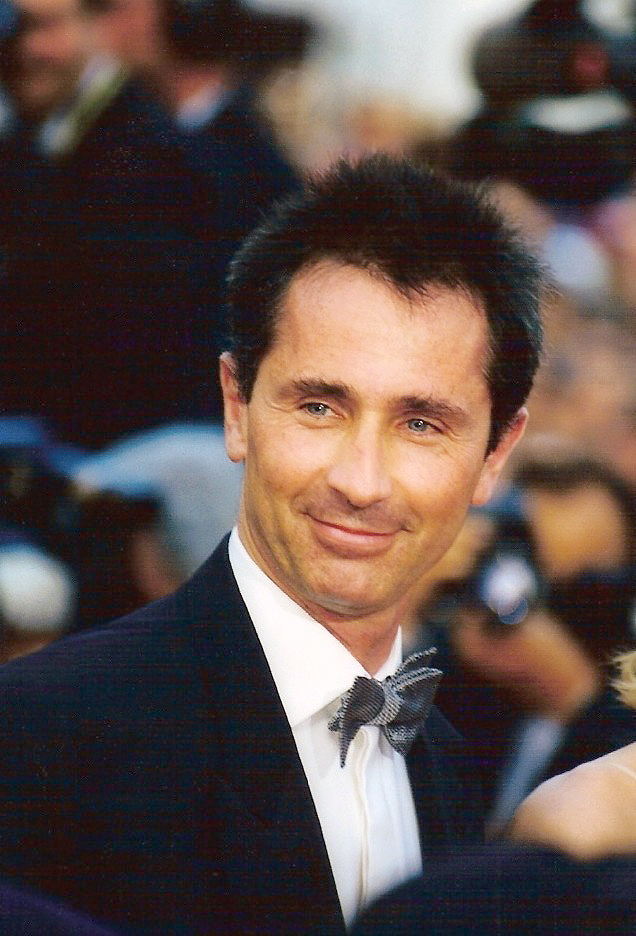
Thierry Lhermitte au Festival de Cannes 1998.

Thierry Lhermitte commence sa carrière d'acteur avec ses complices avec des petits rôles de L'An 01 de Jacques Doillon en 1973, et Les Valseuses de Bertrand Blier en 1974..., puis devient célèbre avec tous les membres du Splendid avec son rôle culte de Popeye avec le film culte Les Bronzés de Patrice Leconte en 1978, suivi par Les bronzés font du ski de 1979 (adapté de leur pièce de théâtre Amour, coquillages et crustacés de 1977). Dans les années 1980, il enchaîne les grands succès populaires avec son physique de playboy séducteur jeune premier avec L'Année prochaine si tout va bien avec Isabelle Adjani (1981), Les hommes préfèrent les grosses (1981), Le père Noël est une ordure (1982), Papy fait de la résistance (1983), La Femme de mon pote (1983), Les Ripoux (1984) avec Philippe Noiret et Grace de Capitani, Les Rois du gag (1985), Le Mariage du siècle avec Anémone (1985), Nuit d'ivresse (1986)…
En 1987, en plein succès, il fait un tour du monde avec sa famille à bord d’un voilier.
Dans les années 1990, il s'essaye une fois à la réalisation d'un film à sketchs, Les Secrets professionnels du docteur Apfelglück (1991), mais l’expérience est selon lui un échec. Il mène en parallèle sa carrière d'acteur à succès (Promotion canapé (1990), La Totale ! (1991), Le Zèbre (1992), La Vengeance d'une blonde (1993), Grosse Fatigue (1994)) et un début de carrière de producteur, qu'il abandonne après la déception commerciale relative du film Le Prince du Pacifique en 2000.

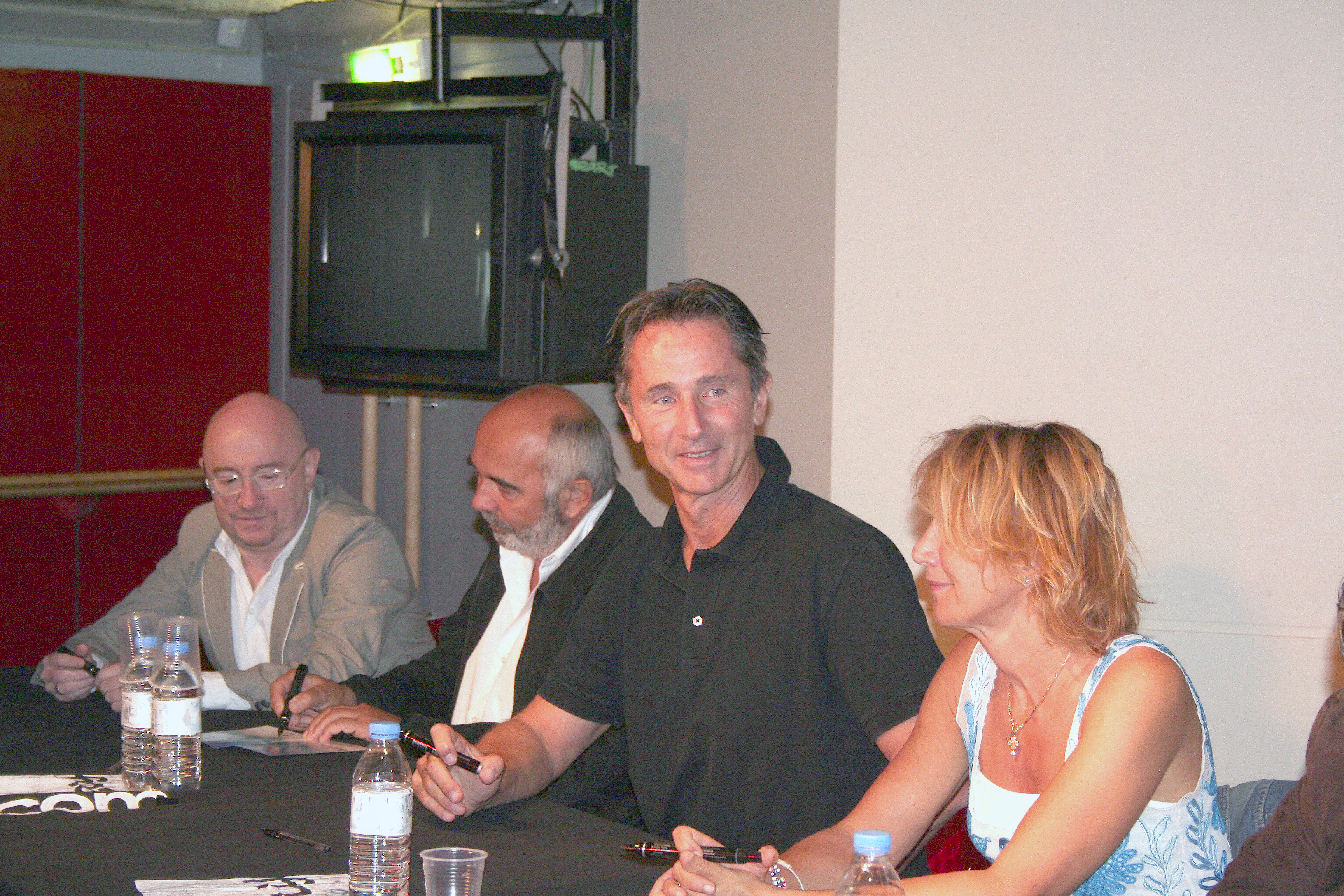
Thierry Lhermitte avec Michel Blanc, Gérard Jugnot et Marie-Anne Chazel du Splendid et des Bronzés à la Fnac du Forum des Halles de Paris en 2006.

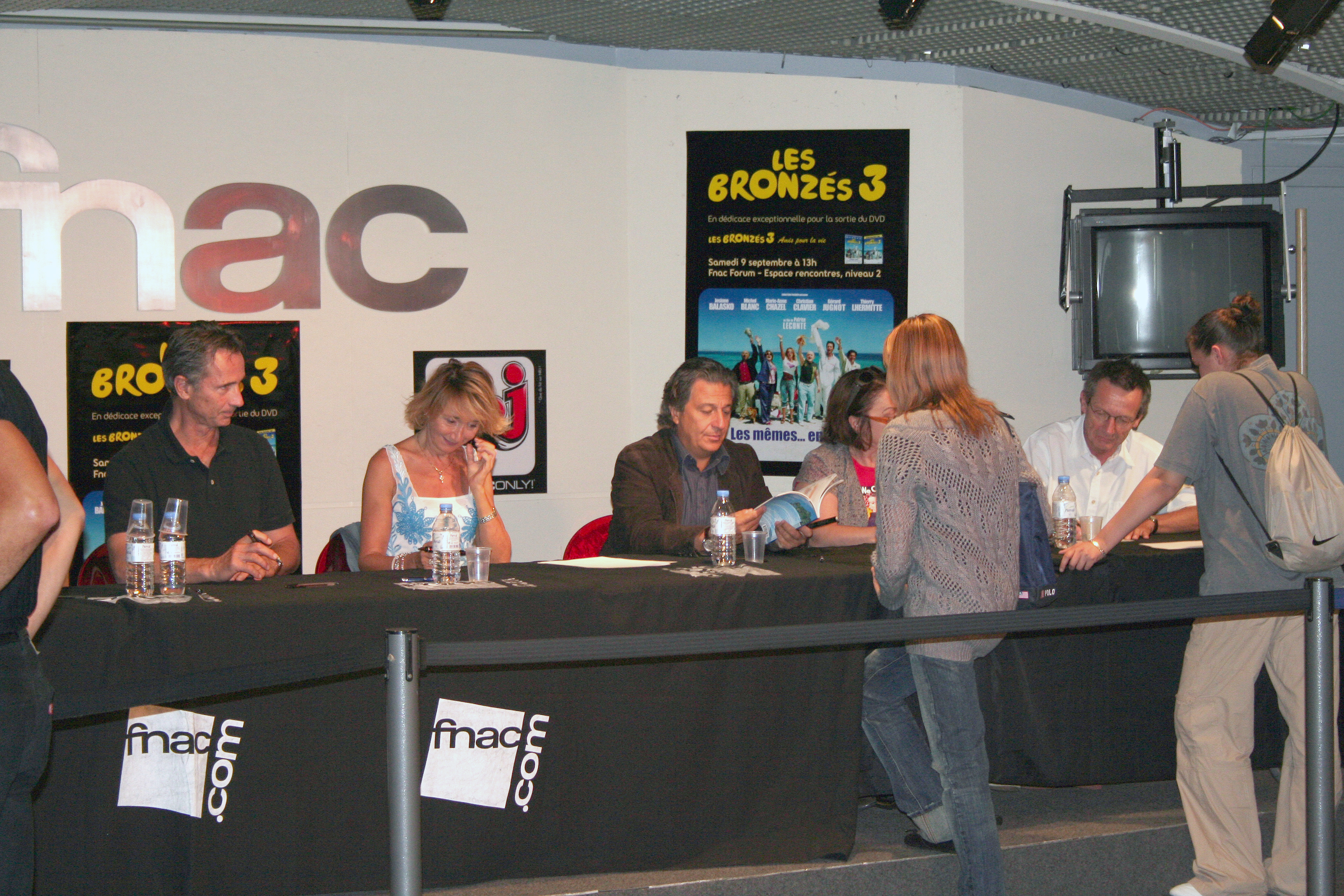
Dédicaces de Thierry Lhermitte avec Marie-Anne Chazel et Christian Clavier.

En 1994, il obtient un énorme succès avec Un Indien dans la ville (près de 8 millions d'entrées) puis triomphe avec Le Dîner de cons (1998) qui dépasse les 9 millions d'entrées en France.
En 2001, il tient le rôle principal du film Une affaire privée de Guillaume Nicloux, un grand rôle dramatique où il excelle.

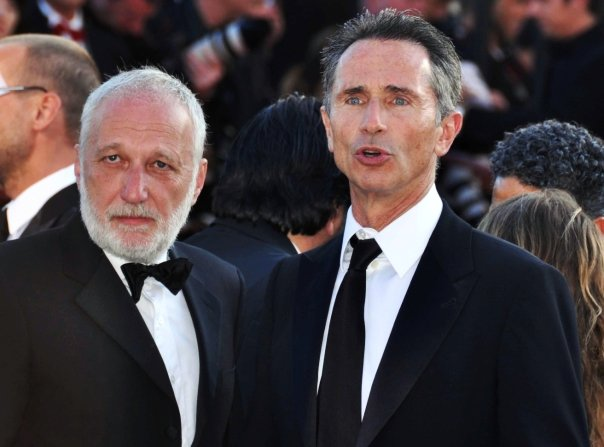
Thierry Lhermitte avec François Berléand au Festival de Cannes 2009.

Les années 2000 sont également marquées par diverses retrouvailles. Ainsi, il retrouve en 2003, soit treize ans plus tard, son rôle de François Lesbuche ainsi que son partenaire de jeu Philippe Noiret dans Ripoux 3, dernière réalisation pour le cinéma du cinéaste Claude Zidi. Il retrouve également Jacques Villeret la même année dans Effroyables Jardins, d’après le roman de Michel Quint. En 2006, il renoue avec ses amis du Splendid dans Les Bronzés 3 : Amis pour la vie, très gros succès de l'année 2006, avec plus de dix millions d'entrées en France malgré des critiques mitigées. Contrairement aux précédents volets, ce troisième opus est uniquement écrit par Gérard Jugnot, Christian Clavier et Thierry Lhermitte lui-même.
Après quelques seconds rôles au cinéma, c'est à la télévision qu'il décide de faire son retour en janvier 2011 dans la série Doc Martin de TF1. Il quitte la série au terme de la quatrième saison, diffusée au printemps 2015. En avril 2015, il déclare au journal Le Parisien : « Doc Martin a très bien marché la première saison, la suivante un peu moins, et ainsi de suite... Le problème de s'engager sur 25 épisodes d'un seul coup, c'est que tout n'est pas écrit au moment où vous signez, et que vous pouvez être déçu au moment où vous découvrez le scénario. J'ai adoré l'écriture de la première saison. Après, il faut faire réécrire ce qui ne vous plaît pas... Ça m'est arrivé, et je ne le referai plus. La plupart des épisodes de cette saison ont été rédigés par deux acteurs de Doc Martin que j'estime beaucoup et qui sont également auteurs : Doudi, qui interprète Mario Gratsky, et Bruno Gouery, qui joue Romaric Groslay. C'est moi qui les ai recommandés à la production. Je suis enchanté par leur écriture, et j'ai vécu des moments formidables avec eux sur le tournage. C'est d'ailleurs en jouant avec eux que l'idée de soumettre leur nom à la production m'est venue. Mais dorénavant, je n'accepte plus que ce que j'ai lu ! ». La chaîne annonce l'arrêt de la série en juin 2015.
En 2013, l'acteur campe avec brio un ministre des Affaires Étrangères dans la comédie Quai d'Orsay de Bertrand Tavernier, aux côtés du très à la mode Raphaël Personnaz. Cette adaptation de la bande dessinée de Christophe Blain et Abel Lanzac, lui vaut les faveurs du public et des critiques,.
En 2015, il remporte un joli succès avec le polar de  France 2 Les Témoins, qui le voit jouer le rôle de l'ancien policier de la PJ  Paul Maisonneuve durant sa première saison. Il tourne également dans le très mal reçu film de potes Nos femmes de Richard Berry.
En 2016, Thierry Lhermitte mène la vie dure à son futur gendre Arthur Dupont dans Ma famille t'adore déjà !.

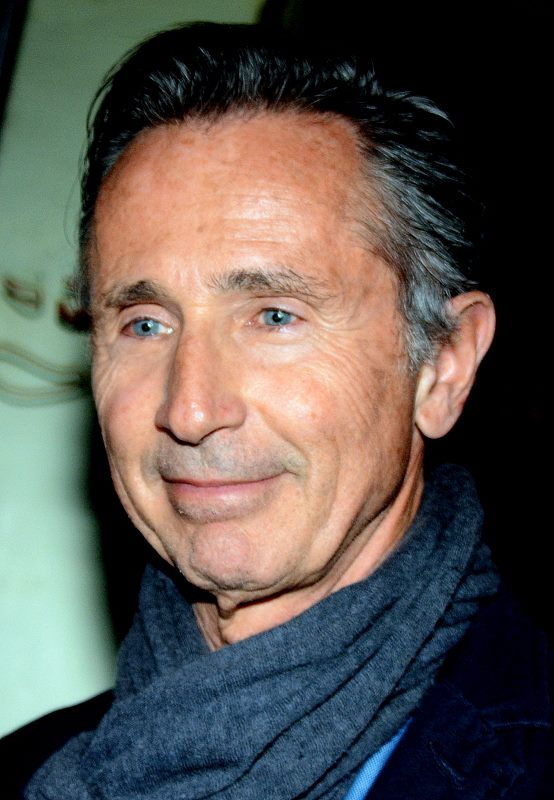
Thierry Lhermitte à l'avant-première du film Nos femmes de Richard Berry en 2015.

Le natif de Boulogne joue ensuite un grand-père atteint de la maladie d'Alzheimer dans La Finale (2018) avec le très en vogue Rayane Bensetti ou encore le patron du Club Caraïbes Princess dans All Inclusive (2019).
La même année, il tient le rôle d'un retraité qui, avec sa femme Michèle Laroque, ne veut pas garder ses petits enfants dans Joyeuse retraite ! (2019) de Fabrice Bracq. Le film connait un certain succès avec plus d'1 200 000 d'entrées.
Depuis 2019, Lhermitte joue son premier seul en scène, Fleurs de soleil, d'après l'œuvre du survivant et chasseur de nazis Simon Wiesenthal, sur le pardon à donner à un jeune soldat nazi,.
Notamment accompagné par Gérard Darmon, il tient la même année le rôle du sénateur Rufus dans Brutus vs César, troisième réalisation de Kheiron, qui tient également le rôle principal.
En 2021, il retrouve Laroque pour le feel-good movie Alors on danse (2021) qu'elle réalise, ainsi que Christian Clavier pour la comédie policière Mystère à Saint-Tropez,.
En 2022, il retrouve son rôle de retraité ainsi que sa partenaire Michèle Laroque dans Joyeuse retraite 2 (2022), qui connait un succès moindre par rapport à son prédécesseur,,. Il fait également partie de la distribution du film Hommes au bord de la crise de nerfs d'Audrey Dana, qui le voit dans la peau d'un homme allant en thérapie de groupe en pleine nature, cette dernière comprenant également des personnages de tous âges joués par Ramzy Bedia, François-Xavier Demaison, Laurent Stocker, Pascal Demolon, Michael Gregorio et Max Baissette de Malglaive.
Il est à l'affiche fin 2023 de la comédie Chasse gardée, où il joue un rôle mineur, mais qui est un gros succès populaire, dépassant les 1,9 million d'entrées à l'issue de son exploitation.

### Autres activités et prises de position
En 1992 ce jingle de publicité qui est diffusée sur M6 c'est Chaud devant chaud un jingle pub pour la 6 puis le 5 novembre 1998, lors de son passage dans La Grosse Émission sur Comédie !, Thierry Lhermitte fait une démonstration réussie du patator à Alain Chabat, qui se prend lui aussi au jeu, popularisant cet instrument en France.
Thierry Lhermitte crée en 1996 avec Florent Darrault, une société de multimédia, France Cinéma Multimedia, et, avec Louis Becker, les sociétés de production de cinéma ICE et ICE3 (avec lesquelles sont produits Nuit d'ivresse, Un Indien dans la ville, etc.).
Le 15 octobre 2010, invité de l'émission C à vous sur France 5, il prend position en faveur de la loi Hadopi destinée à lutter contre le piratage des œuvres. Il défend le principe de cette loi, mais reconnaît qu'elle est « très, très imparfaite ». Il est par ailleurs un des administrateurs de la société Trident Media Guard (TMG), prestataire choisi fin janvier 2010 par le gouvernement français pour la mise en œuvre de cette loi,.
Il affiche sa passion pour les sciences, en particulier l'informatique et les mathématiques,. À l'avènement de la micro-informatique personnelle dans les années 1980, il apprend en autodidacte la programmation et participe avec plus ou moins de succès à des investissements dans quelques entreprises spécialisées. Convaincu dès le début du potentiel que présente un accès libre et démocratisé à Internet, il participe à sa diffusion en présentant en 1996 la Formation Multimedia à Internet avec Netscape Navigator, distribuée sous format CD,. Il s’intéresse également aux sciences de la vie, avouant être « totalement sidéré par la complexité du vivant ». Il est d'ailleurs depuis 2004 parrain porte-parole de la Fondation pour la recherche médicale,. À ce titre, il a pendant plusieurs années tenu une chronique dans Le Magazine de la santé sur France 5 dans laquelle il faisait découvrir le travail de différentes équipes de recherche. Depuis janvier 2018, il tient une chronique mensuelle sur France Inter, dans l'émission Grand bien vous fasse animée par Ali Rebeihi. Il soutient en particulier la recherche médicale sur la maladie d'Alzheimer, entre autres avec son film à succès La Finale de 2018.
Il se déclare agnostique.

« Je suis agnostique. À la question du pourquoi, je ne vois qu'une réponse, intuitive, relevant de la foi, de la croyance — ce que je respecte. Seul le comment m'intéresse. »

— Thierry Lhermitte, « Entretien avec Thierry Lhermitte », Le Pèlerin, no 6982, 2016, p. 8.
Passionné d'équitation et possédant des chevaux, il pratique l'équitation éthologique au Haras de la Cense près de Paris,. Il a également pratiqué le karaté pendant une dizaine d'années.

### Vie privée
Après avoir été en couple avec Valérie Mairesse entre 1972 et 1973, Thierry Lhermitte épouse en 1974 Hélène Aubert qui a joué le rôle d'une animatrice de club dans Les Bronzés et de l'ex femme de Popeye (qu'il joue) dans Les Bronzés font du ski Ils ont trois enfants : Astrée (1975), artiste peintre, Victor (1979), restaurateur, et Louise (1993), chanteuse sous le nom de Lonny. Il décide de faire une pause professionnelle en 1987, d'environ un an, et il prend la mer avec sa famille à bord d'un voilier de 13 mètres. Le couple habite à Paris.
Thierry Lhermitte a démenti être atteint d'une déficience handicapante rare, la prosopagnosie (amnésie des visages).

## Filmographie

### Cinéma

#### Années 1970
- 1973 : L'An 01 de Jacques Doillon
- 1974 : Les Valseuses de Bertrand Blier : le portier
- 1974 : Les Suspects de Michel Wyn : Un photographe
- 1974 : C'est pas parce qu'on a rien à dire qu'il faut fermer sa gueule de Jacques Besnard : le jeune militaire
- 1975 : Que la fête commence de Bertrand Tavernier : le comte de Horn
- 1975 : Le Bol d'air, court-métrage de Charles Némès : Thierry
- 1976 : Attention les yeux ! de Gérard Pirès : un flic
- 1976 : Oublie-moi, Mandoline de Michel Wyn
- 1976 : On aura tout vu de Georges Lautner : un acteur du café-théâtre
- 1976 : F… comme Fairbanks de Maurice Dugowson : le jeune cadre
- 1977 : Le Diable dans la boîte de Pierre Lary : un cadre
- 1977 : L'Amour en herbe de Roger Andrieux : François Josse
- 1977 : Des enfants gâtés de Bertrand Tavernier : Stéphane Lecouvette
- 1977 : Vous n'aurez pas l'Alsace et la Lorraine de Coluche : Maurice, le héraut d'arme
- 1977 : Si vous n'aimez pas ça, n'en dégoûtez pas les autres de Raymond Lewin : lui-même
- 1978 : Le Dernier Amant romantique de Just Jaeckin : L'Hermitte
- 1978 : Les Bronzés de Patrice Leconte : Popeye
- 1978 : Les héros n'ont pas froid aux oreilles de Charles Némès : le voleur de pneus
- 1979 : Les bronzés font du ski de Patrice Leconte : Popeye
- 1979 : Tout dépend des filles de Pierre Fabre : Charles-Hubert

#### Années 1980
- 1980 : Alors heureux ? de Claude Barrois : Richard, le fou bronzé de l'hôpital
- 1980 : La Banquière de Francis Girod : Devoluy
- 1981 : Clara et les Chics Types de Jacques Monnet : Bertrand
- 1981 : L'Année prochaine si tout va bien de Jean-Loup Hubert : Maxime
- 1981 : Les hommes préfèrent les grosses de Jean-Marie Poiré : Hervé
- 1982 : Elle voit des nains partout ! de Jean-Claude Sussfeld : le prince voyageur
- 1982 : Légitime Violence de Serge Leroy : Eddy Kasler
- 1982 : Le père Noël est une ordure de Jean-Marie Poiré : Pierre Mortez
- 1983 : Un homme à ma taille d'Annette Carducci : Georges
- 1983 : La Femme de mon pote de Bertrand Blier : Pascal
- 1983 : Rock'n Torah ou Le Préféré de Marc-André Grynbaum : Pierre le grand
- 1983 : La Fiancée qui venait du froid de Charles Némès : Paul Monet
- 1983 : Stella de Laurent Heynemann : Yvon
- 1983 : L'Indic de Serge Leroy : Dominique Leonelli
- 1983 : Papy fait de la résistance de Jean-Marie Poiré : le colonel SS
- 1984 : La Smala de Jean-Loup Hubert : le flic enrhumé
- 1984 : Les Ripoux de Claude Zidi : François Lesbuche
- 1984 : French Lover (Until September) de Richard Marquand : Xavier de la Perouse
- 1984 : Un été d'enfer, de Michaël Schock : Philippe Darland
- 1985 : Le Mariage du siècle de Philippe Galland : Paul
- 1985 : Les Rois du gag de Claude Zidi : François
- 1986 : Nuit d'ivresse de Bernard Nauer : Jacques Belin
- 1987 : Dernier été à Tanger d'Alexandre Arcady : Richard Corrigan
- 1987 : Fucking Fernand de Gérard Mordillat : Fernand

#### Années 1990
- 1990 : Promotion canapé de Didier Kaminka : le ministre
- 1990 : Ripoux contre ripoux de Claude Zidi : François Lesbuche
- 1990 : La Fête des pères de Joy Fleury : Thomas Bastide
- 1990 : Les 1001 nuits de Philippe de Broca : le roi
- 1991 : Ange ou Démon d'Enzo Barboni : Victor
- 1991 : Les Secrets professionnels du docteur Apfelglück - comédie à sketches dans lequel il réalise un sketch, scénarise, produit et interprète le rôle principal : le docteur Apfelglück
- 1991 : La Totale ! de Claude Zidi : François Voisin
- 1992 : Le Zèbre de Jean Poiret : Hippolyte Péréchal
- 1993 : Tango de Patrice Leconte : Paul
- 1993 : Fanfan d'Alexandre Jardin : le client au restaurant
- 1993 : L'Honneur de la tribu de Mahmoud Zemmouri : le lieutenant français
- 1993 : L'Ombre du doute d'Aline Issermann : l'avocat d'Alexandrine
- 1993 : La Vengeance d'une blonde de Jeannot Szwarc : Gilles Favier
- 1994 : Elles n'oublient jamais de Christopher Frank : Julien
- 1994 : Grosse Fatigue de Michel Blanc : lui-même
- 1994 : Un Indien dans la ville d'Hervé Palud (également producteur) : Stéphane Marchadot
- 1995 : Tous les jours dimanche de Jean-Charles Tacchella : Dodo
- 1995 : Augustin d'Anne Fontaine : lui-même
- 1996 : Ma femme me quitte de Didier Kaminka : Pavel Kovacks
- 1996 : Fallait pas !... de Gérard Jugnot : docteur Simson
- 1997 : Les Sœurs Soleil de Jeannot Szwarc : Brice d'Hachicourt
- 1997 : Comme des rois de François Velle : le producteur
- 1997 : Marquise de Véra Belmont : Louis XIV
- 1997 : Quatre Garçons pleins d'avenir de Jean-Paul Lilienfeld (également producteur) : Le flic
- 1997 : Le Loup-garou de Paris d'Anthony Waller : le docteur Pigot
- 1998 : Le Dîner de cons de Francis Veber : Pierre Brochant
- 1998 : Charité biz'ness de Pierre Jamin et Thierry Barthes (également producteur) : le photographe
- 1998 : Les Collègues de Philippe Dajoux (également producteur) : le joueur test de l'équipe des 11
- 1999 : Trafic d'influence de Dominique Farrugia : Maxime de Labardière
- 1999 : Le Plus Beau Pays du monde de Marcel Bluwal : Valogne
- 1999 : C'est pas ma faute ! de Jacques Monnet (également producteur) : monsieur Michaud

#### Années 2000
- 2000 : Meilleur Espoir féminin de Gérard Jugnot : lui-même
- 2000 : Le Prince du pacifique d'Alain Corneau (également producteur) : Alfred de Morsac
- 2000 : Le Prof d'Alexandre Jardin : le recteur
- 2000 : Deuxième Vie de Patrick Braoudé : Forsan
- 2000 : Bon Plan de Jérôme Lévy : Knut
- 2001 : Le Placard de Francis Veber : Guillaume
- 2001 : Le Roman de Lulu de Pierre-Olivier Scotto : Roman
- 2001 : And Now... Ladies and Gentlemen de Claude Lelouch : Xavier
- 2001 : La Bande du drugstore de François Armanet : le père de Charlotte
- 2001 : Une affaire privée de Guillaume Nicloux : François Manéri
- 2002 : Le Divorce de James Ivory : Edgar de Persan
- 2002 : Effroyables Jardins de Jean Becker : Thierry Plaisance
- 2002 : Snowboarder d'Olias Barco : Popeye
- 2003 : Cette femme-là de Guillaume Nicloux : Manéri
- 2003 : Mauvais Esprit de Patrick Alessandrin : Vincent Porel
- 2003 : Ripoux 3 de Claude Zidi : François Lesbuche
- 2003 : Les Clefs de bagnole de Laurent Baffie : un comédien qui refuse de tourner avec Laurent Baffie
- 2004 : L'Américain de Patrick Timsit : Édouard Barnier, dit Eddy
- 2004 : Qui perd gagne ! de Laurent Bénégui : Jacques
- 2004 : Au secours, j'ai 30 ans ! de Marie-Anne Chazel : Lui-même
- 2005 : L'Ex-femme de ma vie de Josiane Balasko : Tom
- 2005 : Entre vivir y soñar (es) d'Alfonso Albacete (es) : Pierre
- 2005 : L'Antidote de Vincent de Brus : le docteur Morny
- 2005 : Foon de Benoît Pétré et Deborah Saïag : Bob
- 2006 : Les Bronzés 3 de Patrice Leconte : Robert Lespinasse, dit Popeye
- 2006 : Incontrôlable de Raffy Shart : Denis
- 2006 : Comme tout le monde de Pierre-Paul Renders : Chastain
- 2007 : 13 m² de Barthélemy Grossmann : le solitaire
- 2007 : L'invité de Laurent Bouhnik : Alexandre
- 2007 : Nothing Sacred de Dylan Bank : le maire de Paris
- 2007 : La Clef de Guillaume Nicloux : François Manéri
- 2008 : Notre univers impitoyable de Léa Fazer : Bervesier
- 2008 : Ça se soigne ? de Laurent Chouchan : Tom Bledish
- 2008 : Starfuckers de Julien War : lui-même
- 2009 : Bancs publics (Versailles Rive-Droite) de Bruno Podalydès : le médecin
- 2009 : Sans rancune ! de Yves Hanchar : Vapeur

#### Années 2010
- 2010 : Le Siffleur de Philippe Lefebvre : Jean-Patrick Zapetti
- 2010 : Thelma, Louise et Chantal de Benoît Pétré : Philippe
- 2011 : Gigola de Laure Charpentier : M. Henry
- 2012 : Les Papas du dimanche de Louis Becker : Morgan
- 2012 : Le noir (te) vous va si bien de Jacques Bral : François
- 2013 : La Marque des anges de Sylvain White : Vernoux
- 2013 : Quai d'Orsay de Bertrand Tavernier : Alexandre Taillard de Worms
- 2013 : Corto (court métrage) d'Alexis de Vigan
- 2014 : Benoît Brisefer : Les Taxis rouges de Manuel Pradal : Arsène Duval
- 2015 : Nos femmes de Richard Berry : Simon
- 2016 : La Nouvelle Vie de Paul Sneijder de Thomas Vincent : Paul Sneijder
- 2016 : Ma famille t'adore déjà ! de Jérôme Commandeur : Jean
- 2018 : La Finale de Robin Sykes : Roland Verdi
- 2019 : Les Petits Flocons de Joséphine de Meaux : Charles
- 2019 : All Inclusive de Fabien Onteniente : Édouard Laurent
- 2019 : Just a Gigolo d'Olivier Baroux : Sammy
- 2019 : Joyeuse retraite ! de Fabrice Bracq : Philippe

#### Années 2020
- 2020 : Brutus vs César de Kheiron : Rufus
- 2021 : Mystère à Saint-Tropez de Nicolas Benamou : Yves Lamarque
- 2022 : Hommes au bord de la crise de nerfs d'Audrey Dana : Hippolyte
- 2022 : Alors on danse de Michèle Laroque : Lucien
- 2022 : Joyeuse retraite 2 de Fabrice Bracq : Philippe
- 2023 : Sexygénaires de Robin Sykes : Michel
- 2023 : Chasse gardée de Frédéric Forestier : Gaspard
- 2024 : N'avoue jamais d'Ivan Calbérac : Boris Pelleray
- 2025 : La Tournée de Florian Hessique : Yves
- Prévu en 2026 : De Gaulle d'Antonin Baudry : Henri Giraud
- Prévu en 2026 : Mauvaise pioche de Gérard Jugnot

### Télévision
- 1980 : Une puce dans la fourrure de Jean-Marc Prévost : le locataire
- 1981 : Au théâtre ce soir : Pieds nus dans le parc de Neil Simon, mise en scène Pierre Mondy, réalisation Pierre Sabbagh, théâtre Marigny : Paul Bratteur, l'avocat débutant
- 1982 : Le Voyageur imprudent de Pierre Tchernia : Pierre Saint-Menoux
- 1982 : La Tribu des vieux enfants de Michel Favart : Louis
- 1988 : Sueurs froides : épisode Le Chat et la souris d'Hervé Palud : Charles Vétheuil
- 1992 : Les Danseurs du Mozambique de Philippe Lefebvre : Pierre
- 1993 : Deux justiciers dans la ville (pilote de la série télévisée uniquement) de Franck Apprederis : Arnold
- 2002 : Le Jeune Casanova de Giacomo Battiato : Bernis
- 2003 : Daddy de Giacomo Battiato : Andreas Lazik
- 2004 : L'Enfant de l'aube de Marc Angelo : Jean
- 2004 : Si j'étais elle de Stéphane Clavier : Didier
- 2010 : Le Grand Restaurant (divertissement) de Gérard Pullicino : un client du restaurant
- 2010 : Le Pigeon de Lorenzo Gabriele : Hubert Dorante
- 2011 - 2015 : Doc Martin (série, 4 saisons) : docteur Martin Le Foll
- 2012 : L'Affaire Gordji : Histoire d'une cohabitation de Guillaume Nicloux : Jacques Chirac
- 2015 : Les Témoins (série) de Hervé Hadmar : Paul Maisonneuve
- 2017 : Scènes de ménages, enfin à la montagne ! : Christian
- 2022 : 1H30 Max de Léo Grandperret : Thierry
- 2023 : L'Incroyable Embouteillage de David Charhon : Richard

### Doublage
- 2019 : Monsieur Link : Sir Lionel Frost[54]
- 2024 : La vie de château : Louis XIV (épisode "Le fantôme de Versailles", création de voix)
- 2025 : Astérix et Obélix : Le Combat des chefs : Panoramix (création de voix)

### Clip
- 1994 : 18 ans demain, de l'album Rio Grande d'Eddy Mitchell[55].

## Théâtre
- 1971 - 1974 : pièces du Splendid
- 1975 : Ma tête est malade, Le Splendid
- 1976 : Le Pot de terre contre le pot de vin, Le Splendid
- 1976 : Ginette Lacaze de Coluche
- 1977 : Amour, coquillages et crustacés, Le Splendid
- 1979 : Le père Noël est une ordure, Le Splendid
- 1988 : L'Ex-femme de ma vie de Josiane Balasko, théâtre du Splendid Saint-Martin
- 2007 : Biographie sans Antoinette de Max Frisch, mise en scène Hans Peter Cloos, théâtre de la Madeleine
- 2010 : Grand Écart de Stephen Belber, mise en scène Benoît Lavigne, théâtre de la Madeleine
- 2011-2012 : Grand Écart de Stephen Belber, mise en scène Benoît Lavigne, tournée
- 2012 : Inconnu à cette adresse de Kressmann Taylor, lecture dirigée par Delphine de Malherbe, théâtre Antoine
- 2013 : Inconnu à cette adresse de Kressmann Taylor, lecture dirigée par Delphine de Malherbe, théâtre du Chêne noir (festival d'Avignon), tournée, Soho Theatre (Londres)
- 2016-2017 : Le Syndrome de l'écossais d'Isabelle Le Nouvel, mise en scène Jean-Louis Benoît, théâtre des Nouveautés, aux côtés de Bernard Campan, Florence Darel et Christiane Millet
- 2019-2020 : Fleurs de soleil de Simon Wiesenthal, mise en scène Steve Suissa, Théâtre Antoine, tournée
- 2022 : Fleurs de soleil de Simon Wiesenthal, mise en scène Steve Suissa, théâtre du Chêne noir (Festival off d'Avignon)

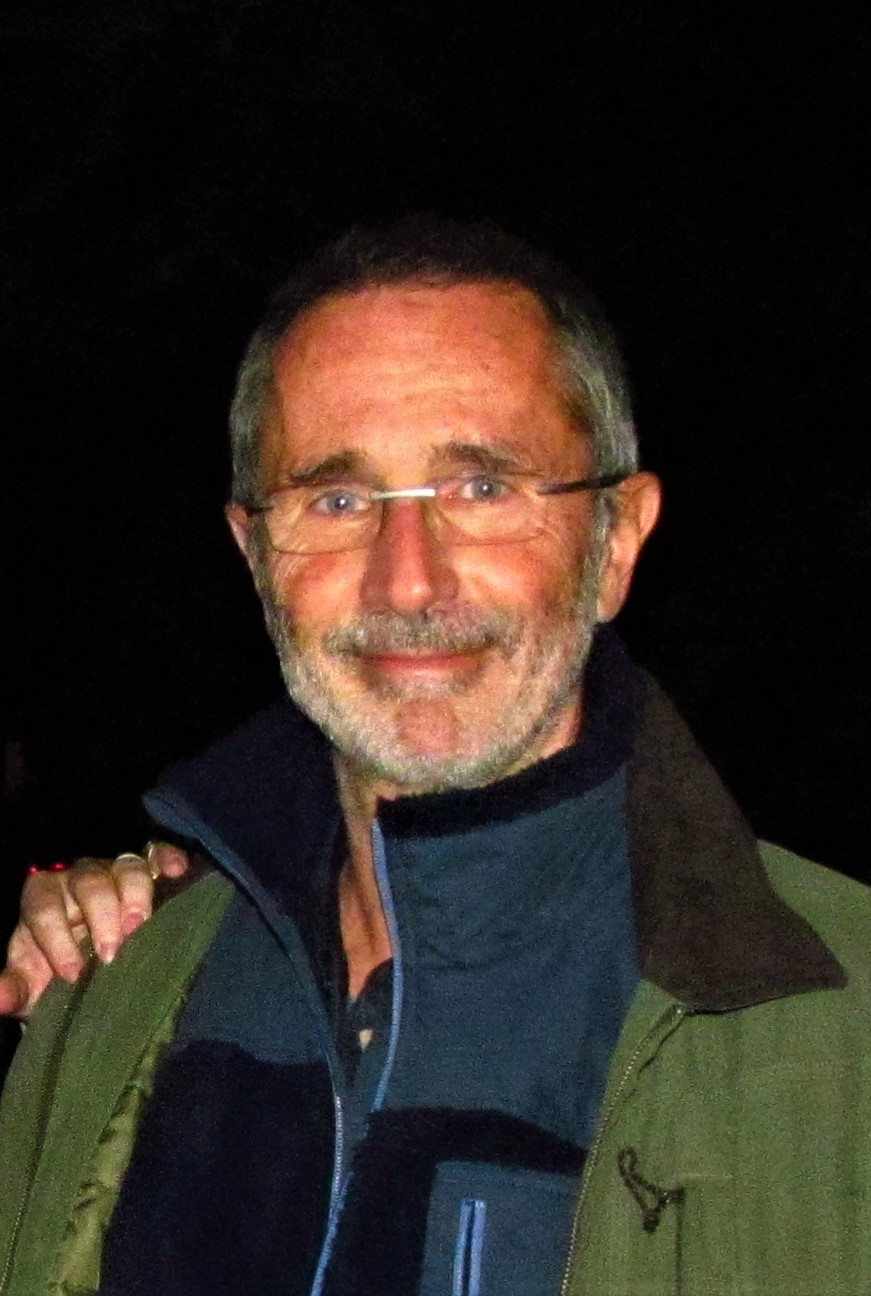
Thierry Lhermitte en 2011 en tournée pour Grand écart

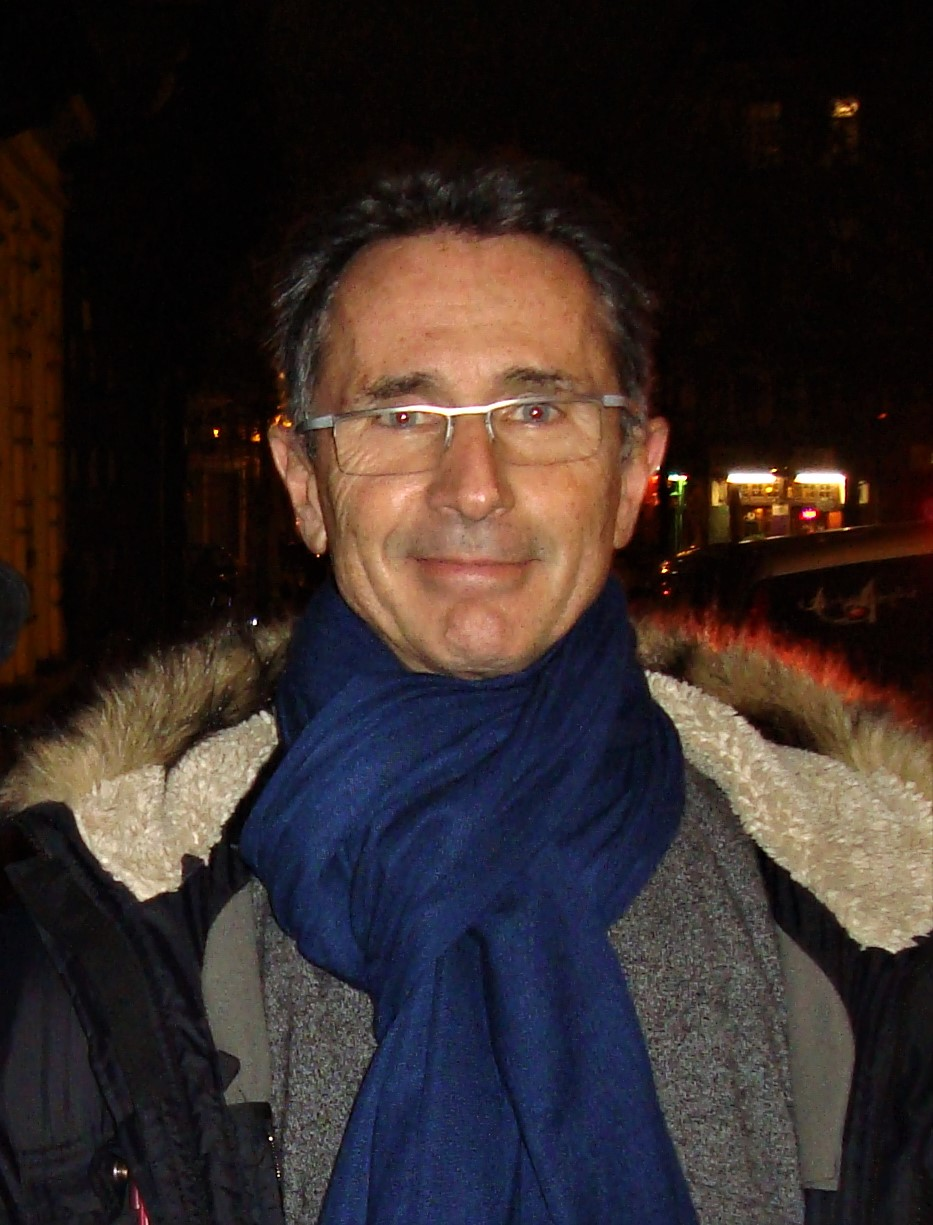
Thierry Lhermitte en 2008 en tournée pour Biographie sans Antoinette

## Publication
- Détrompez-vous ! Les idées reçues les plus surprenantes, Le Cherche midi, Paris, 2012  (ISBN 978-2749116877)

## Distinctions
Sauf indication contraire, les informations mentionnées dans cette section peuvent être confirmées par les bases de données cinématographiques IMDb et Allociné,  présentes dans la section « Liens externes ».

### Décorations
- 2001 :  Chevalier de la Légion d'honneur[56]
- 2005 :  Officier de l'ordre national du Mérite[57]

### Récompenses
- Prix Jean-Gabin 1981[58]
- Festival international du film de comédie de l'Alpe d'Huez 2018 : prix d'interprétation masculine pour La Finale
- Festival international du film de comédie de Liège 2019 : Crystal Comedy Award[réf. nécessaire]
- César 2021 : César anniversaire avec la troupe du Splendid

### Nomination
- Prix Lumières 2014 : meilleur acteur pour Quai d'Orsay